# 小行星3039
小行星3039（3039 Yangel）是一颗围绕太阳公转的小行星。1978年9月26日，柳德米拉·朱拉夫寥娃在克里米亚发现了此天体。
該小行星以蘇聯導彈設計領軍人米哈伊爾·揚格利命名。
这颗小行星的绝对星等为72.31848等。